# باب هیزل
باب هیزل (انگلیسی: Bob Hazell؛ زادهٔ ۱۴ ژوئن ۱۹۵۹) بازیکن فوتبال اهل بریتانیا است.
از باشگاه‌هایی که در آن بازی کرده‌است می‌توان به باشگاه فوتبال کویینز پارک رنجرز، باشگاه فوتبال لوتون تاون، باشگاه فوتبال ردینگ، باشگاه فوتبال ولورهمپتون واندررز، باشگاه فوتبال پورت ویل، و باشگاه فوتبال لستر سیتی اشاره کرد.
وی همچنین در تیم ملی فوتبال زیر ۲۱ سال انگلستان بازی کرده‌است.